# Tour de France 2006/18. Etappe
Die 18. Etappe der Tour de France 2006 am 21. Juli führte die Fahrer aus den Alpen heraus. Nach dem Start in Morzine mussten die Fahrer 197 km bis nach Mâcon bewältigen und dabei mit dem Col du Berthiand (780 m, Kategorie 2) den letzten Härtetest absolvieren.
Die Etappe nach Mâcon begann mit einem Ausreißversuch bei Kilometer 1,5. Auf Initiative von David Millar bildete sich eine dreiköpfige Spitzengruppe, die Jaroslaw Popowytsch und Benoît Vaugrenard komplettierten. Nachdem Vaugrenard die beiden anderen ziehen lassen musste, setzten sie ihre Flucht zu zweit fort, bis das Feld sie bei Kilometer 32 eingeholt hatte.
Nach 48 Kilometern versuchten 15 Fahrer einen weiteren Angriff. Sie konnten sich schnell absetzen und einen maximalen Vorsprung von 4:25 min herausfahren. In der Gruppe befanden sich u. a. Patrik Sinkewitz, der bereits auf den beiden letzten Etappen zu einer Ausreißergruppe gehörte, Levi Leipheimer, der auf der Etappe nach Morzine 21:23 min auf den Sieger verloren hatte, Juan Antonio Flecha und David Zabriskie. Sie überfuhren geschlossen den Col du Berthiand, das Feld 3:43 min dahinter. 52 Kilometer vor dem Ziel attackierte Sylvain Calzati in der Spitzengruppe, jedoch erfolglos. Danach versuchte es Iñaki Isasi, der sich zusammen mit Leipheimer absetzen konnte. Nach der Attacke waren die 13 Verfolger zuerst nicht in der Lage, die Nachführarbeit zu organisieren. Erst als der Vorsprung auf 0:30 min angestiegen war, einigten sie sich wieder und holten das Duo 20,5 Kilometer vor dem Ziel wieder ein. Der Rückstand des Hauptfeldes stieg rapide an.
Die erste Attacke nach dem Zusammenschluss initiierte Leipheimers Teamkollege Ronny Scholz. Zu ihm schlossen Cristian Moreni und Matteo Tosatto auf. Da Scholz der schwächste Sprinter der Gruppe war, versuchte er 2,5 Kilometer vor dem Ziel noch einmal anzugreifen, die beiden Italiener konnten aber folgen. Im Sprint siegte Tosatto vor Moreni und Scholz.
Das Hauptfeld erreichte das Ziel mit acht Minuten Rückstand auf den Sieger. Die Favoriten auf den Toursieg schonten sich für das Zeitfahren am folgenden Tag.

## Aufgaben
- 55 Óscar Freire – vor dem Start der Etappe, anhaltende Kopf- und Halsschmerzen
- 127 David López García – während der Etappe, Magenprobleme

## Zwischensprints
1. Zwischensprint in La Tour (29,5 km)
| Erster  | Jaroslaw Popowytsch | 6 P. und 6 s |
| Zweiter | David Millar        | 4 P. und 4 s |
| Dritter | Robbie McEwen       | 2 P. und 2 s |

2. Zwischensprint in Polliat (169,5 km)
| Erster  | Levi Leipheimer   | 6 P. und 6 s |
| Zweiter | Iñaki Isasi       | 4 P. und 4 s |
| Dritter | Sébastien Hinault | 2 P. und 2 s |

## Bergwertungen
Côte de Châtillon-en-Michaille, Kategorie 3 (98 km)
| Erster  | Mario Aerts       | 4 P. |
| Zweiter | David Zabriskie   | 3 P. |
| Dritter | Sébastien Hinault | 2 P. |
| Vierter | Sylvain Calzati   | 1 P. |

Col du Berthiand, Kategorie 2 (130,5 km)
| Erster   | Sylvain Calzati  | 10 P. |
| Zweiter  | Matteo Tosatto   | 9 P.  |
| Dritter  | Ronny Scholz     | 8 P.  |
| Vierter  | Manuel Quinziato | 7 P.  |
| Fünfter  | Egoi Martínez    | 6 P.  |
| Sechster | Iñaki Isasi      | 5 P.  |

Côte de Chambod, Kategorie 4 (139,5 km)
| Erster  | Levi Leipheimer   | 3 P. |
| Zweiter | Ronny Scholz      | 2 P. |
| Dritter | Benoît Vaugrenard | 1 P. |

- Siehe auch: Fahrerfeld